# Paint.NET
Paint.NET — бесплатный (исключением является версия для Microsoft Store) растровый графический редактор для Windows NT, основанный на .NET Framework. Приложение начато как проект, разработанный группой студентов Университета штата Вашингтон для Microsoft Windows под руководством Microsoft.

## Лицензия
За исключением установочного файла и текстовых и графических ресурсов и модификаций, Paint.NET выпущен под модифицированной версией лицензии MIT. Первоначально он был полностью свободен, но из-за нарушения чужих лицензий все файлы ресурсов (таких, как текст интерфейса и иконки) были перелицензированы под вариантом Creative Commons, запрещающим изменения, а программа установки была выполнена с закрытым исходным кодом.

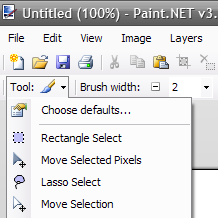

## История
Paint.NET создан как проект старшекурсников по компьютерным наукам весной 2004 года. Рик Брюстер, один из основных разработчиков, в своём блоге сказал, что версия 1.0 была написана «за 4 месяца… и содержала 36 000 строк кода». Версия 3.10 содержит приблизительно 140 000 строк кода. Проект Paint.NET продолжался летом и по осенний семестр 2004 г., в результате чего появились версии 1.1 и 2.0.
Двое выпускников Университета штата Вашингтон, которые работали над проектом в студенческие годы, продолжают его развитие и сейчас[уточнить], являясь сотрудниками Microsoft.
По состоянию на май 2006 года программа была загружена по крайней мере 2 миллиона раз, с частотой порядка 180 000 в месяц.

## Перенос наMono

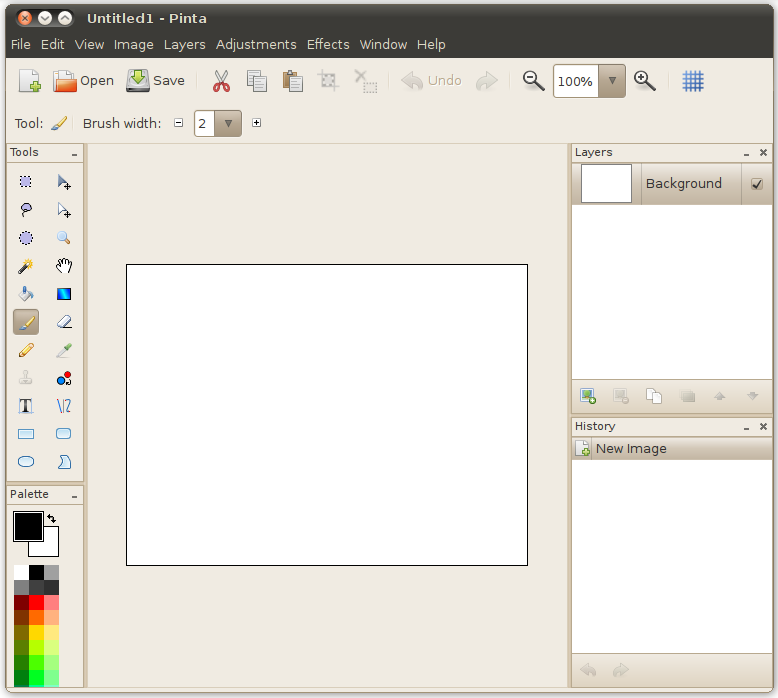
Скриншот редактора Pinta в Ubuntu Linux

Несмотря на то, что лицензия Paint.NET не вполне свободна, Мигель де Икаса частично перенёс Paint.NET на Mono, открытую реализацию Microsoft.NET. Это дало возможность запустить Paint.NET под Linux. В мае 2007 года был запущен проект paint-mono. В марте 2009 года опубликован предварительный релиз исходного кода версии 0.1.63.
Также 7 февраля 2010 года Джонатан Побст (Jonathan Pobst), один из работников компании Novell представил версию 0.1 растрового графического редактора Pinta, аналога Paint.NET, переписанного с использованием Gtk#. Релиз Pinta 1.0 выпущен 28 апреля 2011 года.